# Park MGM
Pour les articles homonymes, voir Monte-Carlo (homonymie).
Le Park MGM (anciennement nommé Monte Carlo Resort and Casino) est un hôtel-casino de Las Vegas. Il est situé entre le City Center et le New York - New York.

## Description

Ancien logo du Monte Carlo

Inspiré de Monte-Carlo, il compte 32 étages sur 110 mètres de haut (soit 360 pieds). Une importante fontaine est placée devant une très grande porte-cochère. L'hôtel est de couleur blanc et or pour rappeler que Monte Carlo est une ville luxueuse.
Le casino offre 2 200 machines-à-sous, de nombreuses tables de jeux sur une superficie de 8 360 m². Le casino dispose aussi d'une salle de paris sportifs (Race & sport book).
L'hôtel compte 3 002 chambres et 256 suites. Il dispose d'une salle de sport de 280 m2, d'une piscine, d'un spa (Spa at the Monte Carlo), d'une chapelle de mariage (Wedding Chapel at Monte Carlo) et de plusieurs restaurants :
- Blackstone's Steak House
- Andre's
- The Buffet
- Market City Caffé
- Dragon Noodle Co.
- The Café
- Monaco Garden Food Court
- Monte Carlo Pub & Brewery

Le complexe immobilier abrite depuis 2016 la salle de spectacles Dolby Live (baptisée Park Theater jusqu'en 2021) qui compte 5200 places assises et peut accueillir jusqu'à 6400 personnes pour certains concerts. Cette salle a succédé au Lance Burton Theatre de 1 200 places, dans lequel s'est produit le magicien Lance Burton de 1996 à 2010 et qui a ensuite accueilli les spectacles de JabbaWockeeZ et du Blue Man Group avant de fermer définitivement en 2015.

## Histoire
Appartenant à la MGM Mirage, le Monte Carlo a ouvert ses portes en 1996. Il est l'un des hôtels les plus rapidement construits: les coûts de la construction, 344 millions USD, ont été pour cette raison nettement inférieurs aux coûts habituels pour un hôtel de cette taille.
Le 25 janvier 2008, l'hôtel est victime d'un incendie qui détruit les étages supérieurs de la façade sud du bâtiment. Aucune victime n'est à déplorer.
En 2019, de nombreuses légendes de la pop font partie des artistes se produisant au sein de l'établissement à l'instar de Lady Gaga, Britney Spears ou encore Cher,,.